# Zogaj (Shkodra)
Zogaj ist ein Dorf rund zehn Kilometer westlich von Shkodra in Nordalbanien. Es liegt am Ufer des Skutarisees, etwas mehr als einen Kilometer von der Grenze zu Montenegro. Das Dorf an den Hängen des Tarabosh hatte im Jahr 2007 nicht ganz 400 Einwohner.
Ein Grenzübergang nach Montenegro bestand bis Ende 2019 nicht, wurde aber 2018 von den Regierungen der beiden Ländern beschlossen. Der nächste Ort ist Shiroka, knapp fünf Kilometer weiter östlich. Die Dörfer gehören zur Administrativen Verwaltungszone Nr. 1 der Stadt Shkodra, gelten somit als Stadtteile (lagja) von Shkodra, verbunden über die SH24. Zusammen bilden die beiden Dörfer eine Ausflugszone am See:   Sie bieten Ruhe und Abgeschiedenheit, es gibt ein paar Restaurants im Ort, man kann im See baden oder am Berg wandern. Die Fischerei hat eine lange Tradition, während die Frauen aus Zogaj bekannt sind für ihre Teppiche.
Wegen der Nähe zur Grenze war der Besuch des Dorfs bis 1991 nur mit spezieller Genehmigung gestattet. Seither hat – wie in den meisten ländlichen Regionen – auch eine starke Abwanderung aus Zogaj stattgefunden: Rund 80 % der Bevölkerung sollen den Ort verlassen haben.
Zogaj ist eines von 100 Dörfern, in denen die albanische Regierung gezielt den ländlichen Tourismus fördern möchte.